# Артабаз II
Артабаз (грец. Αρτάβαζος, помер 325 до н. е.) — полководець Артаксеркса II Мнемона, сатрап Фригії, потім військовик Александра Македонського.

## Життєпис
Походив з роду Фарнакидів. Син Фарнабаза II, сатрапа Фригії, та Апами, доньки царя царів  Артаксеркса II. Відзначився насамперед у боротьбі проти Датама. 363 року до н.е. після загибелі брата або іншого родича Аріобарзана стає сатрапом.
Згодом підняв повстання проти Артаксеркса III Оха в 356 до н. е., користуючись при цьому допомогою своїх зятів, родосців за походженням — Ментора та Мемнона, а також афінських і фіванських наймитів. Коли цареві вдалося переманити останніх на свій бік, Артабаз внаслідок зради потрапив у полон. Цар помилував його життя і дарував йому навіть свободу, між тим його зятья за допомогою афінянина Харідема продовжували боротьбу. Зрештою втік до Македонії, а новим сатрапом було поставлено Арсита. 
У 340-х роках до н.е. отримав помилування й повернувся до Перської держави. 332 року до н.е. перейшов на бік Олександра Македонського, якому допомагав придушувати повстання в Арії, Дрангіані та Бактрії. 330 року призначається сатрапом Бактрії. Згодом відправлений посланцем до скіфів, домовитися про видачу Спітамена. 328 року до н.е. добровільно залишив посаду бактрійського сатрапа. Замість нього було призначено Амінту, сина Миколая. Помер 325 року до н.е.

## Родина
- Фарнабаз III, сатрап Геллеспонтської Фригії
- Барсіна, коханка царя Александра Македонського
- Артакама, дружина Птолемея I, царя Єгипту
- Артона, дружина діадоха Евмена
- Кофет, член царської агеми Александра Македонського